# Vitovt Kazimirovich Putna
Vitovt Kazimirovich Putna (tiếng Nga: Ви́товт Казими́рович Пу́тна, tiếng Litva: Vytautas Putna; 1893–1937) là một chỉ huy cao cấp của Hồng quân Liên Xô gốc Litva.
Là một cựu binh trong Thế chiến thứ nhất của Quân đội Đế quốc Nga và tham gia Bolshevik từ năm 1917, Putna thăng tiến đến cấp bậc Sư đoàn trưởng (komdiv) trong Chiến tranh Liên Xô-Ba Lan và từng chỉ huy nhiều sư đoàn khác nhau. Trong cuộc rút lui sau Trận Warszawa năm 1920, ông đã tập hợp những toàn quân lẻ từ các đơn vị bị đánh bại và giúp tàn quân của Hồng quân trốn thoát khỏi vòng vây lớn gần Białystok. Năm 1921, ông tham gia trấn áp cuộc nổi dậy Kronstadt và các cuộc nổi dậy của nông dân ở Hạ lưu Volga. Năm 1923, ông được cử làm cố vấn quân sự cho Trung Quốc và từ năm 1927 đến năm 1931, ông là tùy viên quân sự tại Nhật Bản, Phần Lan và Đức. Ông được điều động đến Quân khu Viễn Đông năm 1931 và được bổ nhiệm làm Tùy viên quân sự tại Vương quốc Anh năm 1934.
Ông được thăng cấp bậc Quân đoàn trưởng (komkor) vào năm 1935. Tuy nhiên, chỉ một năm sau đó, Putna bị bắt trong cuộc Đại thanh trừng vào ngày 20 tháng 8 năm 1936, bị xét xử vì cáo buộc hoạt động gián điệp và chống Liên Xô cùng với Mikhail Tukhachevsky trong cái gọi là Vụ án Tổ chức quân sự chống Liên Xô theo chủ nghĩa Trotsky. Ông bị kết án tử hình vào ngày 11 tháng 6 năm 1937 và bị hành quyết chỉ trong một ngày sau đó.
Mãi đến sau cái chết của Stalin, Chính phủ Liên Xô mới thực hiện việc minh oan, chính thức phục hồi danh dự cho ông vào năm 1957.

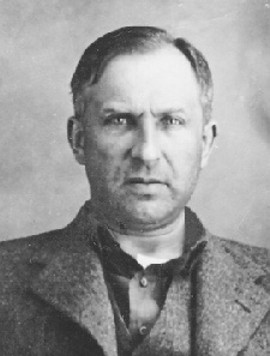
Vitovt Putna sau khi bị NKVD bắt giữ 1936